# Phytocoris alpinus
Phytocoris alpinus är en insektsart som beskrevs av Kelton 1979. Phytocoris alpinus ingår i släktet Phytocoris och familjen ängsskinnbaggar. Inga underarter finns listade i Catalogue of Life.